# Borgia, Italien
Borgia är en stad och kommun i provinsen Catanzaro, i regionen Kalabrien i Italien. Kommunen hade 7 564 invånare (2018) och gränsar till kommunerna Catanzaro, Girifalco, San Floro, Squillace samt Caraffa di Catanzaro.
I kommunen Borgia finns lämningar efter den antika staden Scylletium, som ibland även går under namnen Colonia Minervia eller Minervium (efter den romerska koloni som förlades hit år 124 f.Kr.) och namnet skrevs ibland Scolatium.